# إينوك كرودر
إينوك كرودر (بالإنجليزية: Enoch Herbert Crowder)‏ هو دبلوماسي وضابط أمريكي، ولد في 11 أبريل 1859 في Edinburg, Missouri ‏ في الولايات المتحدة، وتوفي في 7 مايو 1932 في واشنطن العاصمة في الولايات المتحدة.

## وصلات خارجية
- إينوك كرودر على موقع الموسوعة البريطانية (الإنجليزية)